# Maritza Bustamante
Maritza Bustamante  (Caracas, Venezuela, 1980. augusztus 26. –) venezuelai színésznő, modell és táncosnő.

## Élete
Apja és anyja hozzájárulásával lett belőle tapasztalt táncos. A nővére szintén előadóművész, Nelson Bustamante. Gyermekkorában Maritza szeretett volna olyan színésznő lenni, mint akiket a tévében látott. Az elhivatottság, a művészeti világ tükröződik Maritza gyermekkora óta, aki bátorította az iskolai eseményeket és a mazsolett csoportban is részt vett. Néhány év elteltével úgy döntött, hogy szereplőválogatásra megy egy szappanopárába, de még csak a pályája kezdetén volt, mint színésznő. Több produkcióban szerepelt: "War of Women", "González", "El amor no tiene precio", "Torrente" és a "Sinner", „Sarokba szorítva” (Acorralada sorozat).

## Filmográfia
| Év   | Cím                                         | Szerep                                      | TV stúdió                             | Magyar hang |
| ---- | ------------------------------------------- | ------------------------------------------- | ------------------------------------- | ----------- |
| 2000 | Több, mint szerelem (Más que amor, frenesí) | María Fernanda López Fajardo                | Venevisión                            |             |
| 2000 | A nők háborúja (Guerra de mujeres)          |                                             | Venevisión                            |             |
| 2001 | Las González                                |                                             | Venevisión                            |             |
| 2003 | Engañada                                    | Jennifer Cardenás                           | Venevisión                            |             |
| 2003 | Ángel rebelde                               | Mariela Covarrubias                         | Televisa Miami & Fonovideo Production |             |
| 2000 | Amarte así                                  | Barbie                                      |                                       |             |
| 2005 | El amor no tiene precio                     | Federica 'Kika' Mendéz                      | Fonovideo Production                  |             |
| 2006 | Mi vida eres tú                             | Beatriz 'Betty'                             | Venevisión                            |             |
| 2007 | Sarokba szorítva (Acorralada)               | Caramelo Vásquez                            | Univisión                             | Fésűs Bea   |
| 2008 | Torrente                                    | Ana Julia Briceño Mendizábal                | Venevisión                            |             |
| 2010 | Pecadora                                    | Barbie                                      | Venevisión Internacional              |             |
| 2010 | Perro Amor                                  | Daniela Valdiri                             | Telemundo                             |             |
| 2010 | El Fantasma de Elena                        | Corina Santander                            | Telemundo                             |             |
| 2012 | Relaciones peligrosas                       | Ana Conde (La AnaConda)                     | Telemundo                             |             |
| 2012 | Los secretos de Lucia                       | Bonny Cabello                               | Venevisión                            |             |
| 2014 | Emlékezz, Reina!                            | Jacquelina 'Jackie' Montoya                 | Telemundo                             | Sallai Nóra |
| 2016 | Eva la Trailera                             | Ana Maria Granados                          |                                       |             |
| 2017 | La fan                                      | Lucia Hernandez/Úrsula Molina vda de Blanco |                                       |             |

## Fordítás
- Ez a szócikk részben vagy egészben  a   Maritza Bustamante című angol Wikipédia-szócikk fordításán alapul.  Az eredeti cikk szerkesztőit annak laptörténete sorolja fel. Ez a jelzés csupán a megfogalmazás eredetét és a szerzői jogokat jelzi, nem szolgál a cikkben szereplő információk forrásmegjelöléseként.